# Nemít srdce – vadí…
nemít srdce – vadí (2001) je album písniček dvojice Jaroslav Uhlíř a Zdeněk Svěrák z televizního pořadu Hodina zpěvu vysílaného Českou televizí. Obsahuje 16 písniček, které zpívají autoři spolu s dětským sborem Sedmihlásek.

## Seznam písniček
1. „Psí divadlo“
2. „Mláďata“
3. „Říkadla“
4. „Tchýně“
5. „Hladová zeď“
6. „Hlohy“
7. „Jedličky“
8. „Hvězdáři“
9. „Vlasy až na záda“
10. „Koutek ztracených dětí“
11. „Eskamotér“
12. „Duše v peří“
13. „Mokré klávesy“
14. „Vítej na světě“
15. „Když jsme tě, jablůňko…“
16. „Zapadaní“